# Lucas Paquetá
Lucas Tolentino Coelho de Lima, mer känd som Lucas Paquetá, född 27 augusti 1997 i Rio de Janeiro, är en brasiliansk fotbollsspelare som spelar för West Ham United FC i Premier League. Han representerar även Brasiliens landslag.
Hans smeknamn, Paquetá, hänvisar till Paquetá Island och det namngivna grannskapet han växte upp i.

## Klubbkarriär
Den 30 september 2020 värvades Paquetá av Olympique Lyon, där han skrev på ett femårskontrakt.
Den 29 augusti 2022 värvades Paquetá av West Ham United, där han skrev på ett femårskontrakt.

## Landslagskarriär
I november 2022 blev Paquetá uttagen i Brasiliens trupp till VM 2022.